# پابرهنه (فیلم)
پابرهنه (به انگلیسی: Barefoot) فیلمی در ژانر درام و کمدی رمانتیک به کارگردانی اندرو فلمینگ است که در سال ۲۰۱۴ منتشر شد. در این فیلم بازیگرانی همچون ایوان ریچل وود، اسکات اسپیدمن، تریت ویلیامز، کیت بارتون و جی. کی. سیمونز ایفای نقش کرده‌اند.

## خلاصه داستان
جی ویلر(اسکات اسپیدمن) به دلیل رفتار پرخاشگرانه و کتک کاری محکوم به گذراندن دوران محکومیت و خدمات اجتماعی خود در یک تیمارستان می‌شود. او بدهی شدیدی به بار آورده و تصمیم می‌گیرد تا به نوعی از پدر خود که فرد ثروتمندی است کمک مالی بگیرد برای همین به خانواده اش قول می‌دهد تا در جشن عروسی برادرش شرکت کند او به آن‌ها می‌گوید که با دوست دخترش که پرستار است به عروسی خواهد آمد او به چند نفر پیشنهاد دوستی می‌دهد اما هیچ‌یک قبول نمی‌کند چون جی با هیچ‌کس رفتار خوبی ندارد و از عشق و عاطفه به نظر بویی نبرده‌است. اما هنگامی که او کار خود را ترک می‌کند تا به دیدار خانواده اش در شریوپورت، لوئیزیانا برود یکی از مریض‌های آسایشگاه روانی به نام دیزی کینگستون (ایوان ریچل وود) هم با او فرار می‌کند و با او می‌آید. دیزی کفشی به پا ندارد و وقتی جی دلیل آن را می‌پرسد او می‌گوید با کفش احساس راحتی نمی‌کند و عادت به پوشیدن کفش ندارد.
دیزی در هواپیما رفتارهای عجیبی انجام می‌دهد و می‌گوید تا حالا سوار هواپیما نشده‌است. جی به خانواده اش می‌گوید که دیزی دوست دختر اوست او در خانه پدر و مادر جی و درهنگام شام هم رفتارهای عجیبی می‌کند و با هیچ چیز سر میز شام آشنایی ندارد و موجب تعجب خانواده جی می‌شود. پس از آن، آن‌ها در جشن عروسی برادر جی شرکت می‌کنند ولی دیزی پس از جشن دچار حمله عصبی می‌شود و جی مجبور می‌شود واقعیت را به پدر ومادرش بگوید. جی یک ماشین سفری را از پارکینگ خانه پدرش برمی‌دارد و بادیزی راهی جاده می‌شوند. در بین راه جی چند بار تصمیم می‌گیرد دیزی را رها کند اما بعد از مدتی که تنها دور می‌شود پشیمان می‌شود. جی مفهمد که دیزی واقعاً مشکل روانی ندارد ولی مادرش مبتلا به شیزوفرنی بوده و به دیزی اجازه خروج از خانه، تحصیل، خرید و هیچ فعالیت اجتماعی نداده و او را در خانه زندانی کرده بوده پس از مرگ او فکر می‌کرده چون نتوانسته جان مادرش را نجات دهد پس قاتل اوست و برای همین او را به آسایشگاه روانی آوردند. جی که هیچ‌گاه عاشق کسی نشده و زیاد به روابط احساسی علاقه ندارد این بار عاشق دیزی شده‌است.
در میان راه جی به خطر زیر پا گذاشتن آزادی مشروطش توسط پلیس بازداشت می‌شود و دیزی به مرکز بیماران روانی منتقل می‌شود. پدر جی با سپردن وثیقه او را آزاد می‌کند و جی با اصرار به دکتر برتلمن (جی. کی. سیمونز) می‌تواند ثابت کند دیزی بیمار نیست و دکتر برتلمن با ترخیص او موافقت می‌کند در پایان پدر جی چکی برای پرداخت بدهی او برایش می‌فرستد و جی و دیزی به هم می‌رسند.